# Postillón

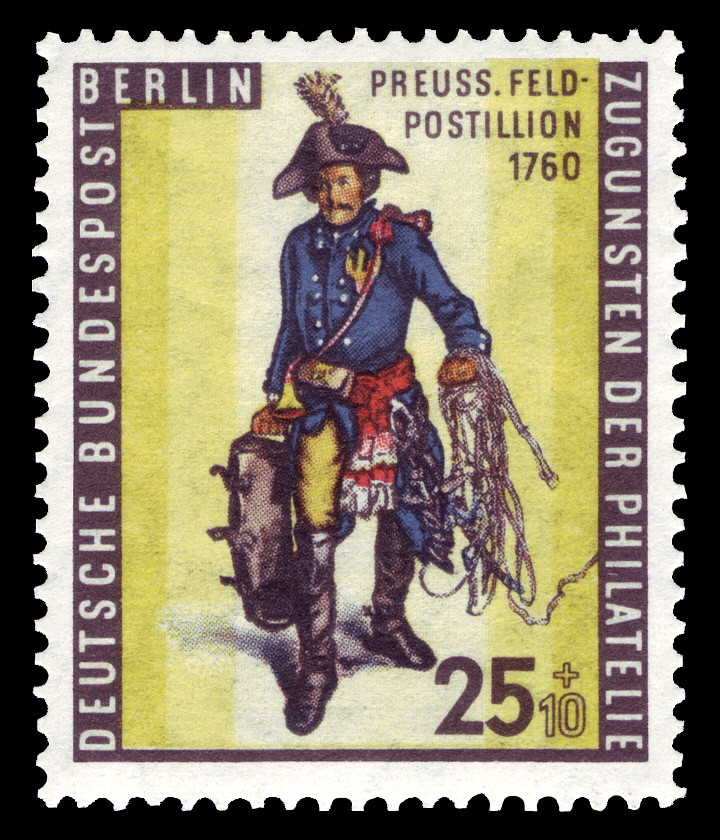
Postillón

Postillón era el mozo que iba a caballo delante de las postas, ganado o viajeros para conducirlos o guiarlos.
Los postillones estaban subordinados, no solo al maestro de postas de quien dependían, sino a los demás en cuyas paradas se encontraban, en todo lo que concernía al buen servicio del ramo. En los viajes, dependían igualmente de los mayorales de las sillas correos y de los conductores de la correspondencia pública. No podían excusarse de servir los viajes que les correspondían, ni estaba permitido que los beneficiaran o cedieran a otros. Los postillones de número estaban exentos del servicio de conducción de veredas y presos.
En cada parada había constantemente un postillón de guardia que era el primero en turno para correr y en el momento en que llegaba cualquier relevo, avisaba a sus compañeros para que se ocuparan en ensillar los caballos si fuese a la ligera o enganchar el ganado al carruaje si fuese en ruedas.
El número de postillones se arreglaba al de las caballerías de la dotación de la posta, no pudiendo exceder los de planta, según la legislación española, de cuatro en cada una de las paradas de línea general y de tres en las trasversales de primer orden.

## Obligaciones del postillón

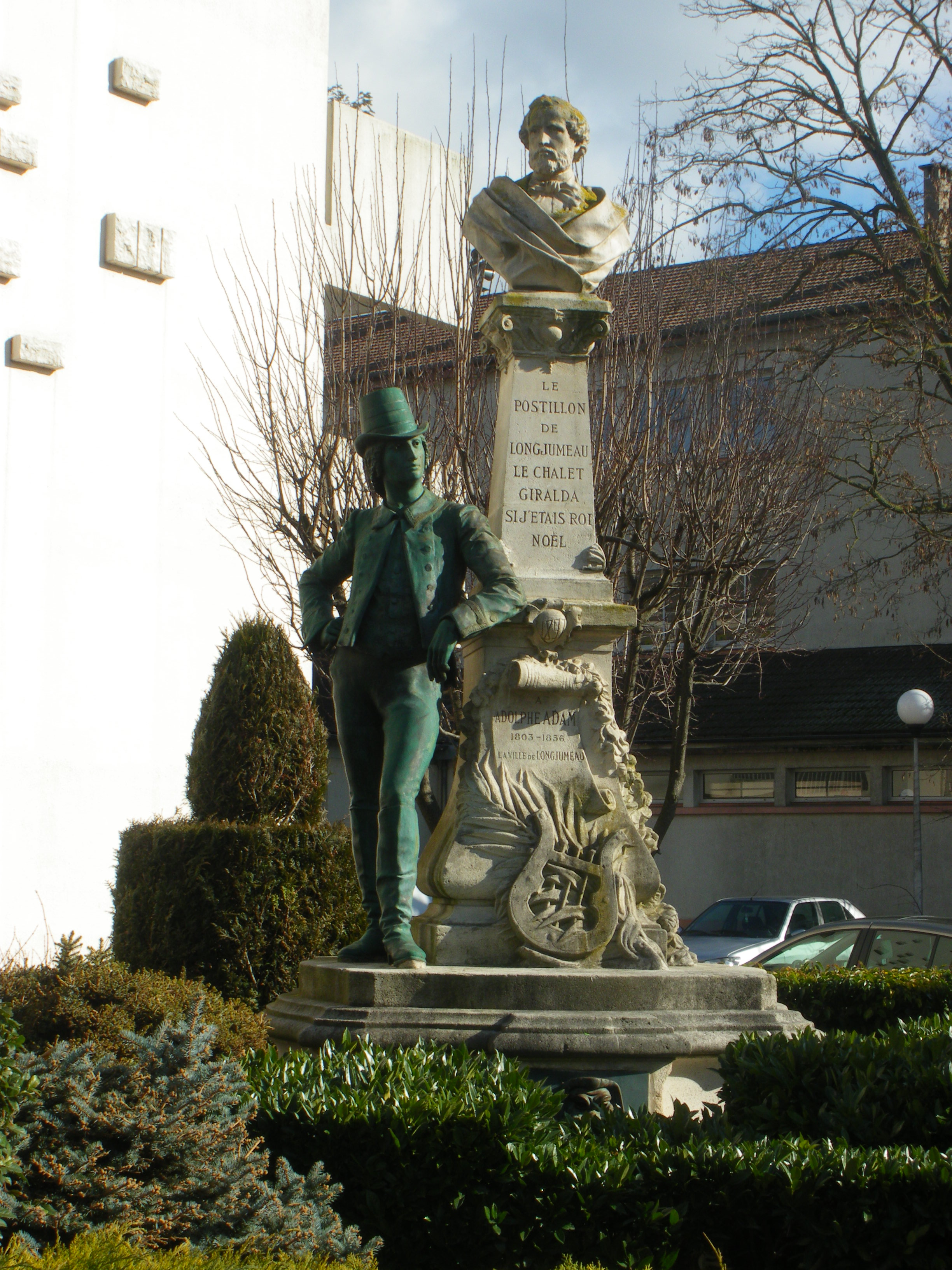
Estatua al postillón

Entre las funciones del postillón figuraban:
- El postillón de guardia debía cuidar de que tuvieran corriente por la  noche las luces del vestíbulo de la casa de postas y de la cuadra, teniendo además dispuesto un farol de mano para que sus compañeros hicieran las operaciones que les estaban encomendadas.
- Debía acompañar siempre a los viajeros, de modo que el maestro de postas en cuya parada se presentaran los viajeros sin el postillón, no estaba obligado a darles caballos hasta la llegada de éste.
- También estaba regulada la velocidad mínima a la que debían viajar, estableciéndose en España que debían emplear como mucho media hora por legua en viajes de particular y veinte minutos en los del servicio.
- En cualquier caso imprevisto, por el cual se detuviera en camino un correo que fuera de servicio, el postillón que le acompañaba debía conducir los pliegos o correspondencia hasta la parada de postas inmediata y el maestro de ésta debía disponer bajo su responsabilidad que se continuara la conducción sin la menor demora por medio de uno de sus postillones hasta la próxima administración de correos en la cual se abonaría al postillón lo que correspondiera por este trabajo y se arreglaría la continuación del viaje.
- Podían cambiar de caballos en el camino cuando se encontraran con otros con el previo consentimiento del correo o de los viajeros.
- Auxiliar y atender a los viajeros en lo posible para lo cual, si el viaje fuese a la ligera, debían correr siempre a corta distancia para volver con prontitud en cualquier caída u otro acontecimiento.
- Todo postillón que recibiera cartas en el camino, debía entregarlas en la estafeta más inmediata a fin de que fueran incluidas y porteadas con la correspondencia general, sin que por dicha conducción y bajo ningún pretexto pudiera exigir retribución alguna.

## Prohibiciones para el postillón
- Los postillones tenían prohibido llevar encargos ya fueran acompañando a los correos y viajeros, ya condujeran pliegos del gobierno.
- Estaba prohibido pedir a los viajeros por retribución para su gasto de comida o con cualquier otro pretexto.
- Se prohibía a todo postillón exigir más de lo señalado en las tarifas por agujetas ni por otro motivo, cuidando de evitar entre sí y más con los viajeros, incomodidades y disputas que fueran causa de detención, en cuyo caso el postillón quedaba suspendido de oficio hasta la averiguación del hecho.
- En ningún caso podían abandonar los caballos en camino si iban a la carrera, en cuyo caso eran separados del servicio, sin perjuicio de su responsabilidad y la de los maestros de postas respecto de los accidentes que pudieran resultar de semejante exceso.
- Estaba prohibido dejar de usar el uniforme en acto de servicio, ni siquiera el sombrero, en cuyo caso incurrían en suspensión.

## Uniforme

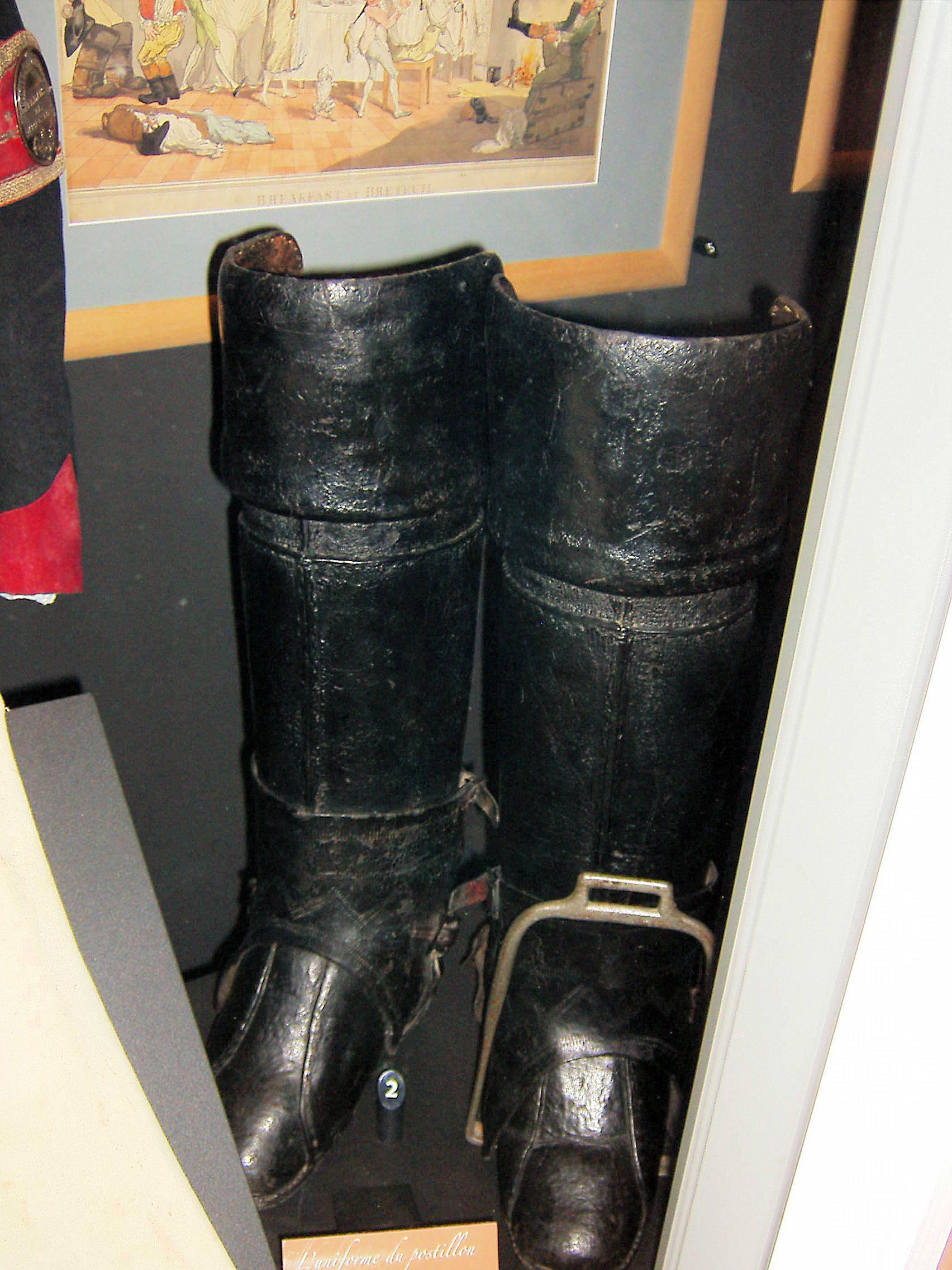
Botas de postillón

En España, los postillones de número llevaban en actos de servicio el siguiente uniforme: escarapela nacional, chaqueta y pantalón azul, vuelta y cuello encarnados, con botones en que se hallaba grabada la palabra postas. En el sombrero, que era redondo, llevaban un escudo bronceado con las armas reales y el número que les correspondía y para invierno, usaban sobre el uniforme que queda designado un capote de paño azul con cuello y vueltas encarnadas. 
Los aspirantes a postillón usaban en actos de servicio de chaqueta azul con cuello encarnado pero sin inscripción alguna en el botón y en el sombrero, solamente la escarapela.

## Contratación y despido
La legislación española establecía que el nombramiento de los postillones de número de cada parada debía estar registrado en los libros de la alcaldía del punto donde radicara la posta. De este nombramiento se pasaba una certificación visada por el alcalde al administrador principal de correos del departamento para que anotara en el registro de postas el día que entraba a servir la plaza de postillón, poniendo el-sentado y su fecha en la certificación a fin de que pudiera reclamar el abono de la gratificación a que se hubiera hecho acreedor por sus años de servicio y buena conducta.
Los postillones que salieran por interés propio de una casa de postas para servir en otra debían llevar una certificación de su buen comportamiento, expedida por su principal y visada por el alcalde del pueblo respectivo. Esta certificación y el nombramiento del maestro en cuya casa entrara a servir, se presentaban al alcalde del pueblo correspondiente a fin de que se llenaran las formalidades prescritas.
Ningún postillón podía dejar el servicio de una parada sin haber prevenido al maestro de postas con un mes de anticipación por lo menos y si así no lo hubiera hecho podía este negarle la certificación sin la cual no podría ser admitido en otra parada. Los inspectores y subinspectores de postas, así como los administradores principales de correos en su respectivo departamento, vigilaban para que no se admitiera en otra casa de postas el postillón despedido sin la certificación competente y daban cuenta a la dirección para la resolución oportuna en los casos en que el interesado no diera motivo para que se negara la certificación.